# 古今亭菊輔
古今亭 菊輔（ここんてい きくすけ、1960年11月2日 - ）は、落語協会に所属する落語家。本名∶篠崎 英範。出囃子は『だんじり』。

## 経歴
1979年、千葉県立成東高等学校卒業後、二代目古今亭圓菊に入門。前座名は古今亭菊坊。
1983年に二ツ目昇進、古今亭菊正と改名。
1995年に柳家小三太、三遊亭圓王、橘家富蔵、三遊亭吉窓、初音家左橋、天乃家白馬、柳家一九、林家うん平、桂扇生と共に真打昇進、菊輔に改名。千葉市出身の初の真打となった。
2013年より脳幹出血のため活動休止。

## 芸歴
- 1979年 - 二代目古今亭圓菊に入門、前座名「菊坊」。
- 1983年 - 二ツ目昇進、「菊正」と改名。
- 1995年 - 真打昇進、菊輔と改名。

## 得意ネタ
- 七度狐[1]
- 壺算[1]
- 愛宕山[1]
- 井戸の茶碗[1]

## 人物
弟弟子の古今亭菊太楼曰く「師匠圓菊のおかみさんに絶大なる信頼を得ている。しくじった時には、菊輔に聞け！と言われていた。”謎解き千早振る”などをやる。」とのこと。
教育問題では、薬害エイズ、地球温暖化防止などにかかわり続け、近年は講演の仕事も増えている。
左利き。そのため右利き用に作られている古典落語を左利きに置き換えて演じた第一人者である。また、左手で書く「書」を嗜んでおり三代目古今亭圓菊の手ぬぐいの「三代目」の文字を書いた。
現在、体調不良のため活動を停止している。